# Rochebaron
Rochebaron (of Montbriac) is een zachte Franse blauwschimmelkaas uit Beauzac (Auvergne) die industrieel geproduceerd wordt. Deze kaas van koemelk is een van de weinige blauwe kazen die bij goede rijpheid een beetje uitloopt. Hij heeft een grijze korst die afkomstig is van een fijn aslaagje waar de kaas mee bestrooid wordt. Dit maakt de kaas in de buurt van de korst minder zuur. De kaas is zacht en smeuïg, met een milde blauwzwamsmaak.

## Bereiding
Het recept van deze kaas bestaat al sinds de middeleeuwen maar is in de loop van de tijd wel aangepast.
Voor de productie wordt gepasteuriseerde koemelk gebruikt. Hieraan wordt stremsel toegevoegd. De wrongel die hierdoor ontstaat wordt in een vorm geperst en vervolgens doorstoken met naalden die bewerkt zijn met de schimmel Penicillium glaucum. Hierna wordt de kaas drie weken in een goed geventileerde kelder gerijpt waardoor de blauwe aderen ontstaan op de plaatsen waar de schimmel zit. Pas ná het rijpingsproces wordt de aslaag aangebracht.